# Cisnădioara, Sibiu
Cisnădioara (în dialectul săsesc Mächelsbärch, în germană Michelsberg, Michaelsberg, Michelsdorf, în maghiară Kisdisznód) este o localitate componentă a orașului Cisnădie din județul Sibiu, Transilvania, România.
Biserica Sfântul Mihail, construită în secolul al XII-lea pe dealul localității, a dat numele dealului respectiv (Mons Sancti Michaelis), precum și numele german al localității (Michelsberg). 

## Geografie
Localitatea este situată în apropierea orașului Cisnădie, la o distanță de aproximativ 2 km în vestul acestuia și la 10 km depărtare față de municipiul Sibiu; accesul din Sibiu se face mai întâi pe drumul județean 106A spre Rășinari, apoi 5 km pe drumul județean 106D.
Așezarea este situată în pantă lină, tipul de relief fiind dealul. Singurul vârf stâncos din sat se află în partea de sud, aici fiind amplasată Biserica Sfântul Mihail, care a dat numele german și latin al localității (montem sankti Michaelis cum ecclesia terra sibi pertinente). Privind spre sud, în depărtare se pot vedea Munții Cibin.

## Istoric
Biserica Sfântul Mihail a fost construită din fondurile Prepoziturii Sibiului, care a efectuat în anul 1223 un schimb de proprietăți cu regele Andrei al II-lea, în favoarea magistrului Gocelinus, care la rândul său a donat-o Mănăstirii Cârța „pentru mântuirea sufletului său”. Acest act de donație din anul 1223 este prima atestare documentară a Cisnădioarei. Săpăturile arheologice efectuate pe Dealul Sfântul Mihail au scos la iveală urme de locuire din perioada La Tène.

## Economie. Servicii
Localitatea este cunoscută pentru organizarea de evenimente culturale (spectacole, concerte, expoziții), dar și pentru atracțiile sale turistice (frumuseți naturale, monumente de mare însemnătate istorică). În biserica evanghelică se află cea mai veche orgă cu tuburi din România în stare funcțională (începutul secolului al XVIII-lea).
În centrul localității se află un magazin cu autoservire, precum și restaurantul și pensiunea „7 Tei” (fost Sub Cetate). Cisnădioara beneficiază de un mic oficiu poștal, care funcționează doar în zilele lucrătoare, la orele dimineții.
Transportul public este asigurat de autobuze care sosesc de două ori pe zi. De asemenea de la restaurantul „Sub Cetate” pot fi comandate taximetre din Sibiu; o altă modalitate adesea practicată este autostopul, în special în direcția Cisnădie.

## Cultură

### Monumente istorice

#### Biserica fortificată

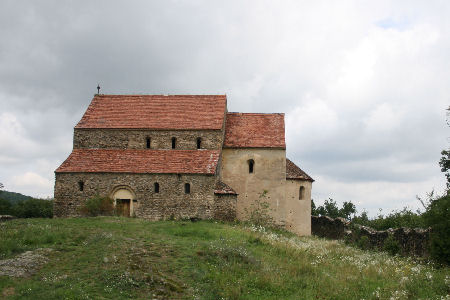
Biserica fortificată din Cisnădioara.

Numită „cetate” de către localnici, biserica fortificată a Sfântului Mihail (de unde și denumirea în germană a așezării, Michelsberg) este situată în vârful unui deal stâncos care mărginește satul la sud, pe un platou foarte îngust. Monumentul se prezintă ca o bazilică scurtă cu trei nave, înconjurată de fortificații, și este unul dintre cele mai vechi și mai reprezentative pentru stilului romanic în Transilvania. A fost construită din piatră între anii 1162 și 1223, fiind formată din nava centrală, două nave laterale, cor, absida centrală și două abside laterale. Inițial a fost proiectată și construirea a două turnuri, care nu au fost însă executate. În a doua jumătate a secolului al XIII-lea, bisericii i s-a adăugat un portal romanic încadrat de arcade; se plănuia îmbrăcarea fațadei de apus, poate și a celorlalte fațade, cu arcade, lucrare care, de asemenea, nu a fost executată. În interiorul lăcașului sunt așezate plăci comemorative cu numele ofițerilor și soldaților germani și austro-ungari care au căzut în toamna anului 1916 în luptele din jurul Sibiului. Plăcile funerare au fost strămutate din cimitirul de la Gușterița în anul 1940.
Monumentul este cunoscut pentru acustica sa impresionantă, aici fiind organizate concerte (vezi și ICon Arts – mai jos), înregistrări audio și spectacole sincretice. Lăcașul mai găzduiește spectacole de teatru și expoziții.
Platoul pe care este construită bazilica a fost înconjurat de o incintă cu ziduri de piatră, având înălțimea de 4-6 m spre exterior și 2-3 m în interior. Zidul din jurul bisericii, prevăzut cu un turn de poartă interior pe partea de sud, a fost ridicat la începutul secolului al XIII-lea cu drum de strajă zidit și creneluri.

#### Biserica evanghelică
Este situată în centrul satului, comunicând în sud cu strada principală. În partea de nord a curții se află un monument închinat soldaților căzuți în Primul război mondial și o fântână. Monumentul a fost ridicat pe locul unei foste biserici în stil gotic, din vechea construcție fiind păstrat turnul (latura din vest). Noua biserică evanghelică a fost finalizată în 1764, în stil baroc.
Lăcașul adăpostește cea mai veche orgă cu tuburi funcțională din Transilvania (1723; cea mai veche orgă nefuncțională se află în Biserica Evanghelică din Sibiu). Instrumentul a fost restaurat și modernizat, aprovizionarea cu aer făcându-se printr-un sistem electric de ventilație. Există un singur manual (claviatură pentru mână) și un pedalier ce cuprinde două octave; registrele sunt în număr de douăsprezece: Principal Ma., Mixtur., Superoctav, Flöt Maior, Subbass, Pedalkoppel (ultimele două acționează asupra pedalierului), Octav Principal, Sedecima, Quint, Flöt Minor, Viola, Tremulant. Din anul 1990, organistul bisericii este Remus Henning, responsabil și pentru orga bisericii Cetate din Cisnădie.

#### Alte monumente
Vis-à-vis de biserica evanghelică se află Expoziția Muzeală de Etnografie Cisnădioara, organizată în 1971. Aici se pot vedea piese de textile, ceramică și lemn create de către populația săsească din sudul Transilvaniei.
La intrarea dinspre nord-vest în localitate se situează cimitirul satului.
Aici Arhivat în 7 august 2010, la Wayback Machine. puteti admira Turul Virtual Arhivat în 7 august 2010, la Wayback Machine. al Cetatii Cisnădioara in format 3D. (*tur virtual = colectie de poze panormice, in format 3D)

### Campionatul național de canari cântăreți
Unicul concurs de gen din țară se desfășoară anual la Cisnădioara. Ediția din 2007 a durat două zile (24-25 noiembrie), fiecare dintre cei 22 de crescători participanți aducând cu sine patru canari. Păsările (numite și canari Roller) beneficiază de o educație specială, care include audiții muzicale din orice gen. Canarii participanți la campionat sunt audiați pentru 30 de minute și punctarea se face în funcție de timbru, de capacități dinamice și de auzul muzical.

### Alte manifestări
În anul 2007, județul Sibiu a atras un număr semnificativ de evenimente culturale, ca urmare a numirii municipiului Sibiu drept capitală culturală a Uniunii Europene. Astfel, seria de spectacole sincretice „ImproVisions”, condusă de asociația culturală Pro Contemporania, s-a desfășurat în diverse locații din Sibiu, dar și în biserica Sf. Mihail din Cisnădioara. În timpul festivalului Artmania 2007 (15-17 iunie), tabăra din sat a servit drept camping pentru melomanii care nu au mai găsit cazare în Sibiu, orașul unde au avut loc concertele din festival. În plus, doi membri ai formației britanice Anathema au susținut, alături de un invitat special, un concert acustic la biserica din deal.

## Educație
Pe strada care străbate satul în nord (ce întâlnește biserica evanghelică) se află școala din sat și căminul cultural.

### ICon Arts

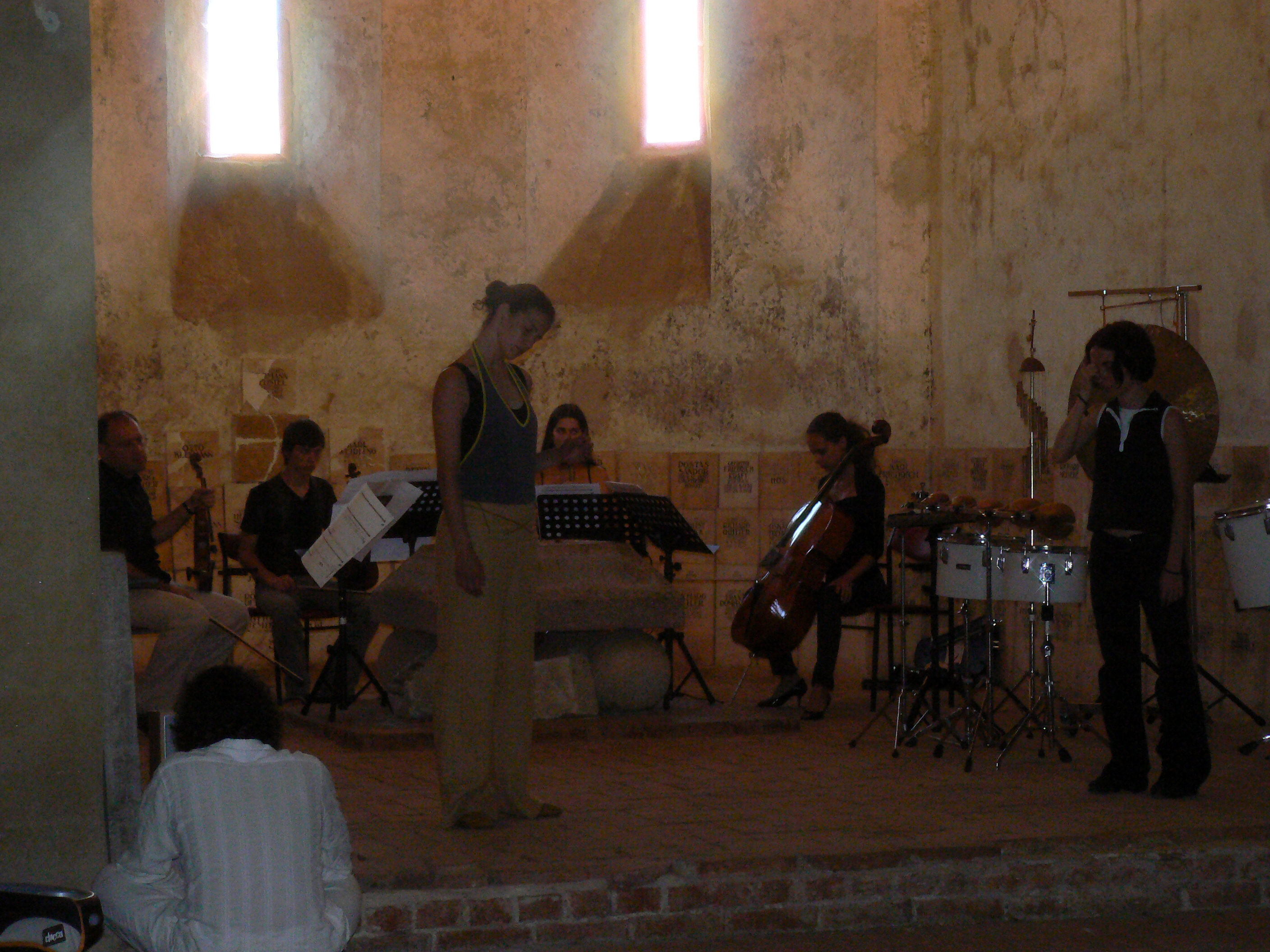
Spectacol de muzică-dans la Bazilica Sf. Mihail, în cadrul celei de-a şasea ediţii a cursurilor ICon Arts (august 2008).

Din anul 2006, în Cisnădioara și Cisnădie se desfășoară anual, în lunile iulie-august, cursurile de artă contemporană și festivalul ICon Arts (International Contemporary Arts). (Locația primelor ediții a fost Breaza.) Cursurile sunt susținute de profesori și artiști importanți din România, dar și din alte țări europene; inițial un festival de muzică contemporană, începând cu 2005 au fost incluse secțiuni de dans, actorie și teatru instrumental.
În Cisnădioara se desfășoară o parte din cursuri (de exemplu, clasele de jazz și actorie); tot aici este situată cazarea pentru profesori și cursanți, iar o parte din spectacolele și concertele oferite în cadrul festivalului au loc în biserica fortificată din sat.

## Sport
La sfârșitul lunii iulie 2007, localitatea a găzduit cantonamentul a 24 de baschetbaliști sibieni, care s-au antrenat pentru susținerea unui meci de peste 72 de ore pentru depășirea recordului mondial (60 de ore și 3 secunde). Majoritatea jucătorilor au provenit din clubul de baschet CSU Sibiu. Antrenamentul a fost efectuat timp de patru zile, incluzând un program nocturn. Meciul s-a desfășurat între 2 și 5 august, cu o durată totală de 80 de ore. Recordul a fost omologat în 30 august de către World Records Academy, rezultatul urmând să fie publicat în ediția pe anul 2008 a Cărții Recordurilor.

## Turism
Turismul este bine dezvoltat în sat, existând atât atracții turistice (frumuseți naturale, monumente, trasee), cât și unități de cazare (patru pensiuni). Acestea sunt, în ordine crescătoare după capacitatea de cazare: „Remus” (în centrul satului), „Forum” (nord-vest), „Sub Cetate” (centru) și „H & H” (la intrarea în sat dinspre sud-vest). Autoritatea Națională pentru Tineret pune la dispoziție 60 de locuri de cazare pentru taberele școlare organizate în sat.
Monumentele amintite (cele două biserici, din deal și din vale) au mare însemnătate istorică, fiind mărturii ale Transilvaniei medievale, respectiv moderne. Se pot efectua trasee montane, lanțul Cibin aflându-se la doar 4-500 m distanță de sat, iar drumurile din sat și împrejurimi sunt recomandate ca trasee agreabile pentru bicicliști.

## Galerie imagini

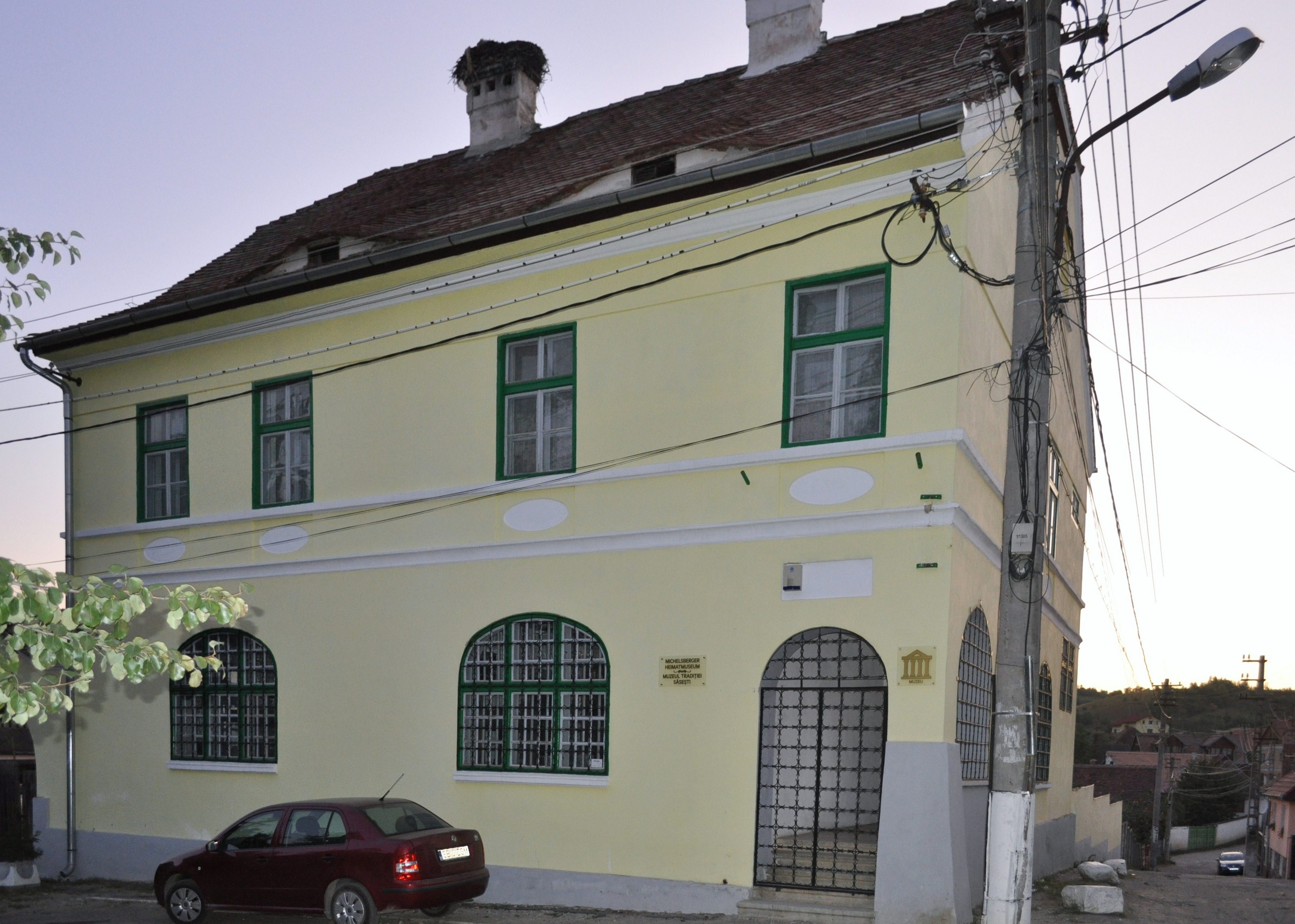
Muzeul tradiției săsești
Casă din Cisnădioara
Monumentul Eroilor
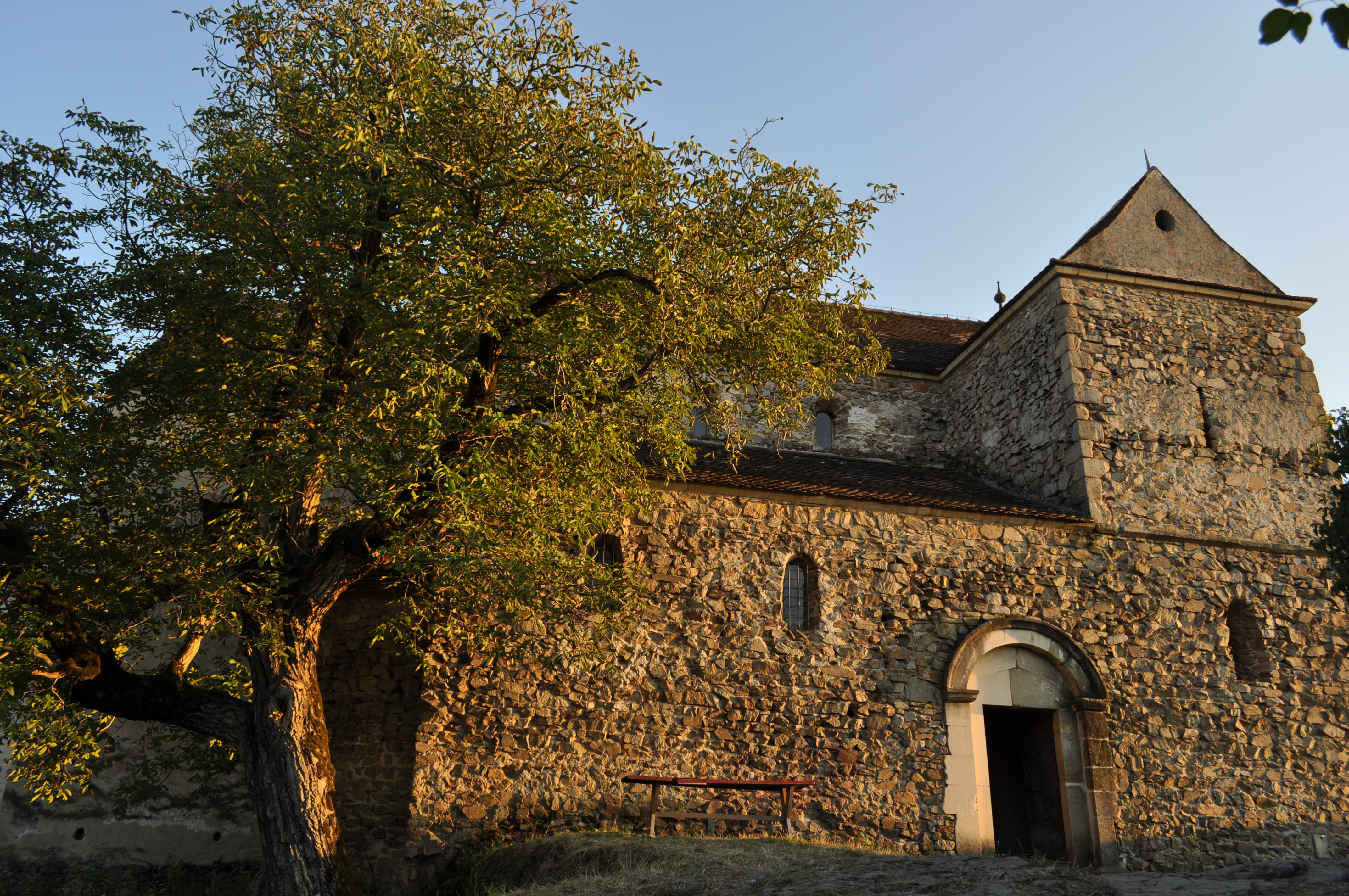
Biserica din deal
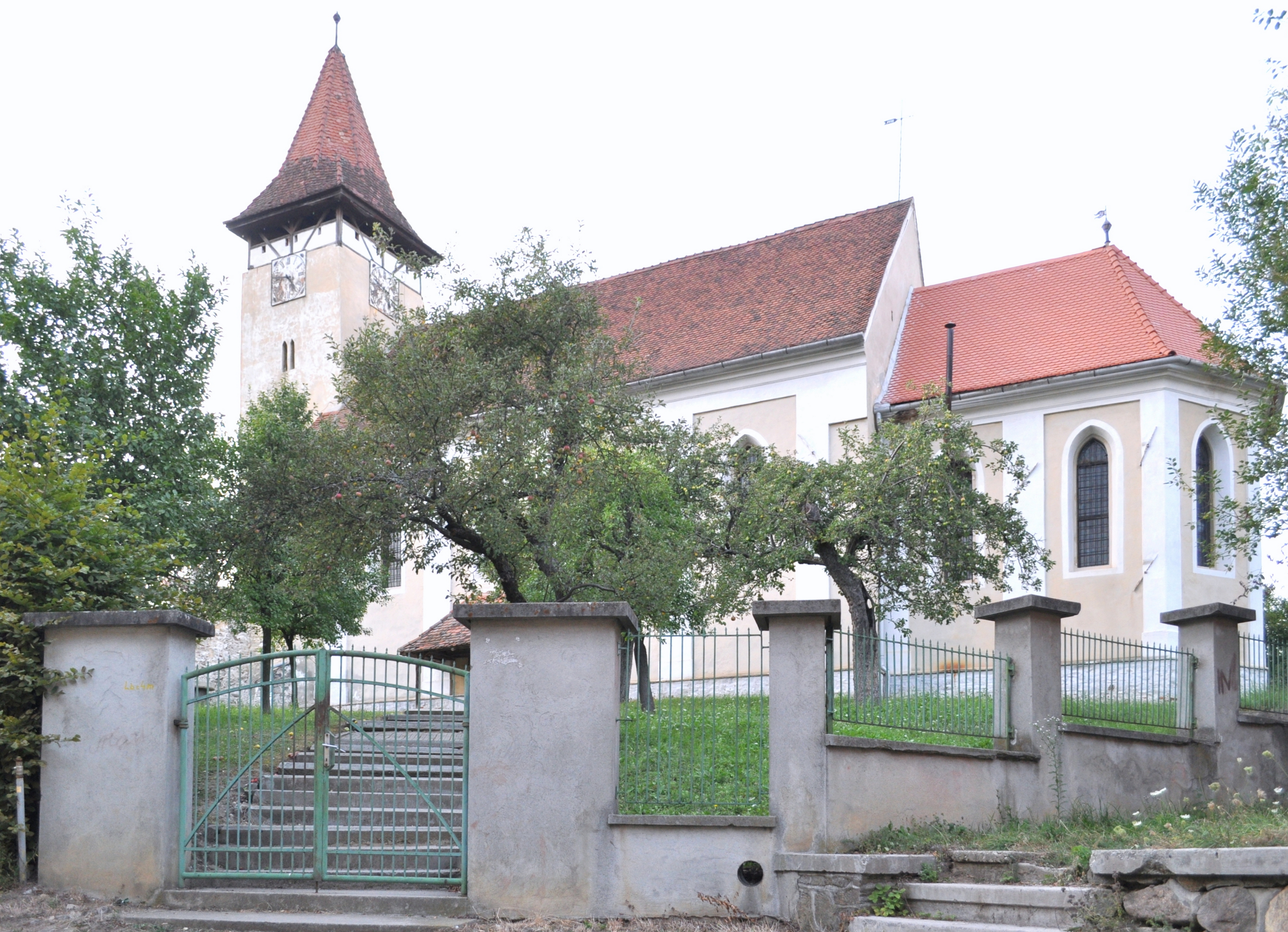
Biserica din vale

### Informații
- Informații despre satul Cisnădioara Arhivat în 10 ianuarie 2008, la Wayback Machine.
- Informații despre cetatea din localitate Arhivat în 5 septembrie 2013, la Wayback Machine.
- Informații despre biserica fortificată din Cisnădioara Arhivat în 15 mai 2008, la Wayback Machine.
- Informații și poze despre cetatea Cisnădioara[nefuncțională]
- Biserici fortificate din Transilvania Arhivat în 18 mai 2008, la Wayback Machine.
- en  Fortified churches from Transylvania Arhivat în 8 februarie 2011, la Wayback Machine.
- de  Kirchenburgen in Siebenbürgen Arhivat în 22 octombrie 2016, la Wayback Machine.
- hu  Erdélyi erődtemplomok Arhivat în 7 noiembrie 2017, la Wayback Machine.
- Dicționar de localități din Transilvania Arhivat în 18 iunie 2009, la Wayback Machine.

### Fotografii
- Tur virtual al Cetății Cisnădioara Arhivat în 7 august 2010, la Wayback Machine., realizat în iulie 2010 de site-ul 360Concept.ro
- Galerie Foto Biserica Cetate Arhivat în 3 octombrie 2011, la Wayback Machine.